# Гегстрем, Евгений-Александр Элисович
Евгений-Александр Элисович Гегстрем (1871—1926) — русский военный деятель, генерал-майор (1917). Герой Первой мировой войны.

## Биография
В 1892 году получил образование в Финляндском кадетском корпусе и вступил в службу в 1895 году подпоручиком Туркестанской артиллерийской бригады. В 1898 году произведён  в поручики, в 1892 году  в штабс-капитаны, в 1906 году в капитаны.
С 1907 года, после окончания Николаевской академии Генерального штаба по I разряду, старший адъютант штабов 20-й пехотной дивизии и с 1911 года  44-й пехотной дивизии. С 1913 года преподаватель Чугуевского военного училища.
С 1914 года участник Первой мировой войны, подполковник, и.д. штаб-офицера для поручений при штабе 29-го армейского корпуса. В 1915 году полковник,  и.д. начальника штаба — 1-й Кубанской казачьей дивизии, 2-й дивизии государственного ополчения, 52-й пехотной дивизии. С 1916 года командир 207-го Новобаязетского пехотного полка.
16 октября 1916 года «за храбрость» был награждён  Георгиевским оружием. 
С 1917 года генерал-майор, начальник штаба 74-й пехотной дивизии, 45-го армейского корпуса и обер-квартирмейстер и с 1918 года генерал-квартирмейстер  штаба 5-го армейского корпуса. 25 мая 1917 года «за храбрость» награждён орденом Святого Георгия 4-й степени. 
С 1918 года добровольно вступил в РККА, начальник штаба — 2-й Московской дивизии и 3-й стрелковой дивизии.  С 1919 года преподаватель пехотных школ Витебска и Оренбург, инспектор военных школ Приволжского военного округа.  
С 1921 года после подписания Тартуского мирного договора, жил в Финляндии. Вместе с генерал-майором Фёдором Фёдоровичим Шарпантье был одним из руководителей разведки РОВС в Финляндии.
Умер 4 ноября 1926 года в Хельсинки.

## Награды
- Орден Святого Станислава 3-й степени  (1907)
- Орден Святой Анны 3-й степени (1911)
- Орден Святого Владимира 4-й степени с мечами и бантом (ВП 27.06.1915)
- Георгиевское оружие (ВП 16.10.1916)
- Орден Святой Анны 2-й степени с мечами (ВП 17.11.1916)
- Орден Святого Георгия 4-й степени (ПАФ 25.05.1917)